# Centre national d'alerte aux tsunamis
Le Centre national d'alerte aux tsunamis (CENALT) est un organisme français dépendant du Commissariat à l'énergie atomique et aux énergies alternatives (CEA), qui a pour mission la prévision des tsunamis en France métropolitaine. Installé à Bruyères-le-Châtel et opérationnel depuis le 1er avril 2012, il couvre la surveillance de la Méditerranée occidentale et de l’Atlantique nord-est (Espagne, Portugal).

## Histoire
Depuis le début des années 1950, le CEA s’est doté de moyens afin de pouvoir détecter d’éventuels essais nucléaires et dispose à cette fin de stations de mesures sur le territoire métropolitain et en Polynésie française. Cette mission s’est vue confortée après la signature en 1996 du Traité d'interdiction complète des essais nucléaires (TICE). Le CEA dispose ainsi d’un outil particulier qui est le Laboratoire de Détection et de Géophysique (LDG), Depuis 1964, il a également en charge la surveillance de l'Océan Pacifique pour y détecter d’éventuels séismes accompagnés ou non de tsunamis.
En 1981, les pouvoirs publics confient au CEA la mission de surveiller des séismes dans le monde, grâce à l’existence de son réseau de 40 capteurs sismiques, des stations sismiques du Réseau de Polynésie française, et surtout d’être à même de lancer une alerte.
Puis en 2009, le CEA se voir confier la création et l'exploitation d'un centre national, à vocation régionale, d'alerte aux tsunamis. La convention précise les délais imposés pour la transmission et la confirmation des alertes. La convention qui lie les ministères chargés de l’environnement et de l’intérieur s'établit à un montant de 14 M€ et couvre les cinq exercices budgétaires 2009 à 2013. Le centre est établi à Bruyères-le-Châtel et couvre la surveillance de la Méditerranée occidentale et de l’Atlantique Nord-Est (Espagne, Portugal). Il est opérationnel depuis le 1er avril 2012.
Mais à l'issue de la convention, les deux ministères indiquent que les restrictions budgétaires ne leur permettent plus de continuer à financer le CENALT au même niveau. Un rapport de 2014 commandé à l'Inspection générale de l'administration et au Conseil général de l'environnement et du développement durable propose plusieurs alternatives.

## Missions
Les objectifs confiés au centre d'alerte sont de :
- diffuser, dans les 15 minutes suivant les événements sismiques potentiellement tsunamigènes, un message d’alerte aux autorités françaises et un message d’information aux autres centres d’alerte nationaux et régionaux étrangers de la Méditerranée,
- diffuser des messages de confirmation (ou d’infirmation) de l’occurrence d’un tsunami, qui préciseront le cas échéant, les heures d’arrivée, et les amplitudes estimées au large des côtes. Le délai de diffusion dépend de la disponibilité des données marégraphiques.